# Велика Словаччина

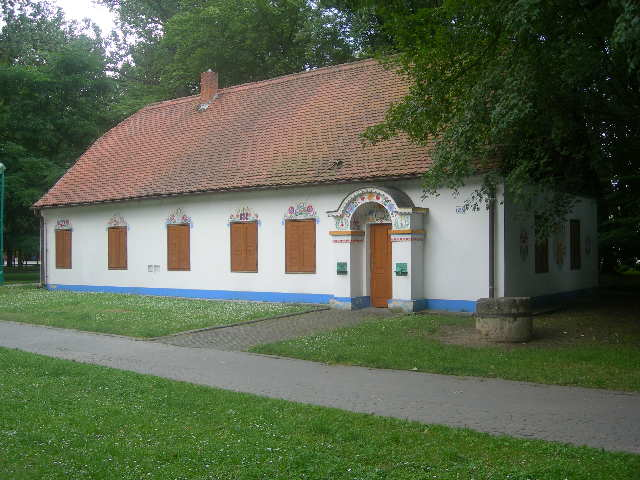
Словацька хата в Угерських Градіште

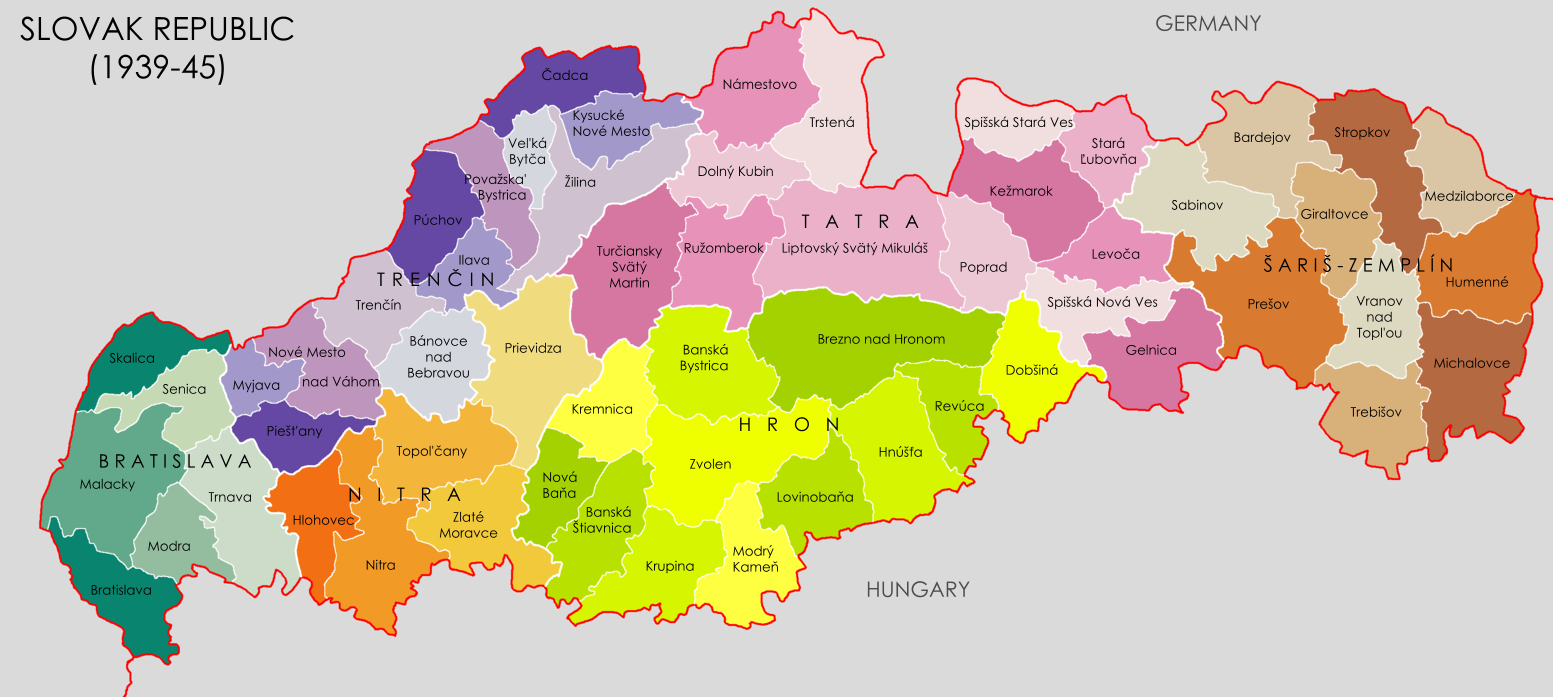
Карта адміністративного поділу Першої Словацької Республіки

Велика Словаччина (словацькою Veľké Slovensko) — політична концепція анексії території Моравської Словаччини, та подальшої анексії території Східної Моравії  в Першій Словацькій Республіці.   Ідея виникла у східноморавських іредентистів   підтриманих Словацькою Республікою та Німеччиною.    Однак ця концепція була відкинута Німеччиною, яка мала власні плани германізації Моравської Словаччини і не збиралася ні з ким ділитися стратегічною територією Моравії, яка для неї була мостом між Сілезією та Східною маркою.  Тому ніяких територіальних змін не відбулося.
Сьогодні, у виняткових випадках, колишня Велика Моравія називається деякими словаками як Велика Словаччина. 

## Розвиток та занепад

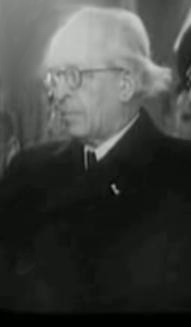
Войтех Тука в 1943 році

Ідея анексії Моравської Словаччини Словаччиною вперше виникла у Моравсько-Словацького товариства, а згодом - у його наступника - Етнографічної Моравії. У той день, коли німецька армія окупувала решту Чехії ( 15 березня 1939 р. ), Ян Упрка та вчитель Йозеф Вавра опублікували в Грозновій Лхоті заяву про приналежність моравських словаків до словацької нації та суверенітет Першої Словацької Республіки (що був проголошений попереднього дня) над Моравською Словаччиною.  Наступного дня Ян Упрка, Йозеф Вавра та Ян Риба надіслали листа Адольфу Гітлеру з проханням приєднати Моравську Словаччину до Словацької Республіки. Крім того, в квітні 1939 р. Етнографічна Моравія підготувала меморандум для Артура Зейсс-Інкварта у Відні, де закликала до об’єднання Моравії зі Східною маркою. 
Етнографічну Моравію та концепцію Великої Словаччини підтримали провідні діячі Словацької Республіки, зокрема прем’єр-міністр Войтех Тука та міністр оборони Фердинанд Чатлош. На майора Кирила Глухого в Генеральному штабі Словацької армії були доручені завдання, пов’язані з приєднанням Моравської Словаччини до Словацької Республіки. З цією ж метою у Братиславі було створено "Наукове товариство для іноземних словаків ". Концепція Великої Словаччини отримувала дедалі більше місця в програмі словацького уряду.  Словацький уряд хотів отримати під свій вплив декілька сотень тисяч жителів Моравської Словаччини, які як стверджували, були словаками . 
У жовтні 1940 р. Войтех Тука передав меморандум для Адольфа Гітлера  німецькому міністру закордонних справ Йоахіму фон Ріббентропу в Берліні, вимагаючи змінити кордони між Протекторатом Богемії та Моравії та Словацькою Республікою на користь Словацької Республіки. Територія з містами Годонін, Кийов, Стражніце, Веселі над Моравою, Угерський Брод, Угерське Градіште, Отроковіце, Злін, Граніце, Валашке Мезиржичі та Всетін мала бути при'єднана до Словацької Республіки. 
Німеччина не відповіла на запит, тому Словаччина повторила його в 1941 році, але цього разу з ще більшими територіальними претензіями, що вже перевищили територію Моравської Словаччини. .
Після нагадування про претензії Німеччина повністю відкинула словацькі територіальні вимоги - вона мала власний план германізації Моравської Словаччини  через німецькомовні острови .  Крім того, Німеччина використовувала східноморавських іредентистів лише для того, щоб порушити єдність Чехії  (словацькі діалекти були введені до навчання в школах Моравської Словаччини замість стандартних чеських  чеських міських та сільських голів витіснили зі своїх позицій)  і воліла забезпечити мир в протектораті через співпрацю з урядом протекторату. Згідно з повідомленням німецької окупаційної влади в Брно у вересні 1939 р., Етнографічна Моравія відмовилася від своєї ірединтичної програми, і її метою був вже не зв'язок зі Словацькою Республікою, а власна пронімецька політична концепція. 